# Rockstar Vancouver
Rockstar Vancouver Inc. (dříve Barking Dog Studios Ltd.) bylo kanadské vývojářské studio Rockstar Games, které sídlilo ve Vancouveru. Studio byla založena v květnu 1998 pod názvem Barking Dog Studios šesti bývalými vývojáři ze společnosti Radical Entertainment. Studio začalo s vývojem verze Beta 5 střílečky Counter-Strike, která byla vydána v prosinci 1999 a na které spolupracovalo s Minh Lem. Mezi jeho následující projekty patřil Homeworld: Cataclysm (2000), samostatné rozšíření hry Homeworld, Global Operations (2002), taktická střílečka z pohledu první osoby, a Treasure Planet: Battle at Procyon, realtimová strategie založená na filmu Planeta pokladů.
V srpnu 2002 zakoupila studio Barking Dog Studios společnost Take-Two Interactive, jež se následně stalo součástí Rockstar Games jako Rockstar Vancouver. Pod svým novým názvem pokračovalo ve vývoji hry Bully (2006) a vedlo vývoj hry Max Payne 3 (2012), která byla vyvíjena v rámci Rockstar Studios. Obě hry byly pozitivně přijaty kritiky. Po vydání hry Max Payne 3 bylo 9. července 2012 studio Rockstar Vancouver uzavřeno v rámci fúze se sesterským studiem Rockstar Toronto, které mělo získat nové a větší kanceláře. Všech 35 zaměstnanců, jež v té době pracovali v Rockstar Vancouver, dostalo na výběr přejít do nově rozšířeného studia Rockstar Toronto nebo do jiného studia Rockstar Games.

## Historie

### Barking Dog Studios (1998–2002)
Barking Dog Studios založili v květnu 1998 Brian Thalken, Peter Grant, Sean Thompson, Christopher Mair, Glenn Barnes a Michael Gyori. Všech šest bylo dříve zaměstnáno ve společnosti Radical Entertainment. Jméno „Barking Dog“ vychází ze stejnojmenné hospody v Kalifornii a bylo vybráno z toho důvodu, aby odráželo nekorporátní kulturu studia; logo k němu navrhl Thompson. Barking Dog Studios poprvé pracovali na betě střílečky Counter-Strike společnosti Valve. Společně s designérem hry Minh Lem vytvořilo studio přibližně 95 % verze Beta 5, včetně mapy de_train, jež byla vydána v prosinci 1999. Hra Counter-Strike byla plně vydána v listopadu 2000.
Přibližně ve stejnou dobu vydání Counter-Strike Beta 5 podepsalo Barking Dog Studio smlouvu se společností Sierra Studios, aby vytvořilo samostatné rozšíření (nebo „polopokračování“) k realtimové strategii Homeworld z roku 1999. Hra byla oznámena v únoru 2000 pod názvem Homeworld: Cataclysm a byla poprvé představena v květnu 2000 na události Electronic Entertainment Expo (E3); vydána byla v září téhož roku. Hra byla vyvinuta společně se studiem Relic Entertainment, tvůrci původní hry, a to v důsledku komerčního úspěchu, kterého Homeworld dosáhl. Homeworld: Cataclysm byl kladně přijat kritiky a obdržel velmi dobré skóre recenzí; recenzenti uvedli, že hra vylepšila již tak uznávanou původní hru. Zatímco hra Homeworld a její pokračování Homeworld 2 (2003) byly remasterovány a znovu vydány v březnu 2015 jako součást kolekce Homeworld Remastered Collection, zůstal Homeworld: Cataclysm většinu času nedostupný. V červnu 2017 byla však hra vydána v původní podobě na digitální platformě GOG.com. Název tohoto konkrétního vydání hry byl změněn na Homeworld: Emergence, jelikož společnost Blizzard Entertainment držela ochrannou známku pro termín „cataclysm“, jenž byl použit v názvu datadisku World of Warcraft: Cataclysm (2010).
Po vydání obou her Homeworld: Cataclysm a Counter-Strike v listopadu 2000 se objevily informace, že Barking Dog Studios plánuje oznámit taktickou střílečku z pohledu první osoby. Hra byla představena v prosinci 2000 jako Global Operations a byla ve vývoji společně se společností Crave Entertainment. V té době zaměstnanec Barking Dog Studios tvrdil, že hra je „100x lepší než Counter-Strike“, přičemž média ji popisovala jako „údajného zabijáka hry Counter-Strike“. Hru Global Operations společně vydaly v březnu 2002 firmy Crave Entertainment a Electronic Arts. V dubnu 2002 Michael Gyori z Barking Dog Studios odhalil, že ve studiu pracují na svém vlastním herním enginu zvaném ARES, který by měl být využit pro vývoj jejich připravované realtimové strategie, jež by měla být oznámena na události E3. Byla odhalena pod názvem Treasure Planet: Battle at Procyon a je založena na filmu Planeta pokladů společnosti Disney. Hra byla vydána v listopadu 2002 firemní divizí Disney Interactive a byla pozitivně přijata.

### Rockstar Vancouver (2002–2012)
Dne 1. srpna společnost Take-Two Interactive oznámila, že koupila Barking Dog Studios za 3 miliony amerických dolarů v hotovosti a 242 450 kmenových akcií. V rámci dohody se Barking Dog Studio stalo součástí značky Rockstar Games a bylo přejmenováno na Rockstar Vancouver. V té době se 50 zaměstnanců studia zabývalo vývojem neoznámené vojenské videohry. Aby nedošlo k záměně studia Rockstar Vancouver a již existujícího Rockstar Canada sídlícího ve městě Oakville, bylo druhé jmenované přejmenováno na Rockstar Toronto. Na akvizici se podílel také Jamie Leece, bývalý prezident značky Gotham Games společnosti Take-Two Interactive. Po akvizici opustila Rockstar Vancouver řada zaměstnanců, včetně zakládajících členů, kteří následně založili vlastní nezávislá studia, jako je Ironclad Games (založené v roce 2003), Kerberos Productions (2004), Slant Six Games (2005), Big Sandwich Games (2006), Hellbent Games (2006), a United Front Games (2007).
První hrou studia Rockstar Vancouver pod dohledem Rockstar Games se mělo stát Spec Ops, nový díl ve stejnojmenné sérii. Josh Homme z kapely Queens of the Stone Age v březnu 2005 v rozhovoru, který moderoval James Montgomery z MTV, odhalil, že on a Alain Johannes budou skládat hudbu ke hře, jež by měla být vydána na konci tohoto roku. Hra byla ve vývoji pro konzoli PlayStation 2, z neznámých důvodů však byla zrušena. První hrou Rockstar Vancouver se stalo v roce 2006 Bully (v Evropě zvané Canis Canem Edit), akční adventura oznámená v květnu 2005. Hra vyvolala mnoho kontroverzí, a to především svým názvem „oslavujícím“ školní násilí. Bez ohledu na to se Bully setkalo s velmi pozitivním přijetím. V retrospektivě z roku 2014 ji editor časopisu PC Gamer Sam Roberts popsal jako „nejjemnější a nejhloupější hru s nejvřelejším srdcem“ od Rockstar Games.
V říjnu 2008 se začaly šířit zvěsti, že Rockstar Vancouver vyvíjelo třetí díl série Max Payne, jehož původním tvůrcem byla společnost Remedy Entertainment. Hra Max Payne 3 byla oznámena v březnu 2009, krátce nato došlo k oznámení jejího data vydání, jež bylo stanoveno na konec téhož roku. Zprvu se na vývoji hry podílel pouze Rockstar Vancouver, později se však k němu přidala i další studia Rockstar Games, a to především London, Toronto a New England. V lednu 2010 byl zveřejněn otevřený dopis manželek zaměstnanců studia Rockstar San Diego, jenž vyvolal kontroverze a kritiku mířenou na Rockstar San Diego a Rockstar Games. Manželky v dopise uvedly, že jejich muži pravidelně pracovali přesčas a že studio bylo ze strany vyšších nadřízených špatně vedeno. K dopisu se připojila řada dalších lidí, kteří následně dali ve studiích Rockstar Games, včetně Rockstar Vancouver, výpověď. Bylo řečeno, že špatné vedení studia mohlo být důvodem přesunutí vydání Max Payne 3 z roku 2009. Některé zdroje uvedly, že Bully byl vyvinut za podobných okolností. V listopadu 2011 kreativní ředitel Rockstar Games Dan Houser očekával vydání hry Max Payne 3 v roce 2012 a v lednu 2012 společnost Rockstar Games oznámila, že hra bude vydána v květnu 2012. Houser tehdy vysvětlil, že se ve studiu Rockstar Vancouver rozhodli vyvinout Max Payne 3 namísto pokračování hry Bully kvůli něčemu, co popsal jako „omezenou šířku pásma“ – více her, které chtějí vytvořit, než jsou schopni udělat. Po vydání se hra setkala s velmi pozitivními až téměř dokonalými recenzemi a získala několik ocenění, například v roce 2012 v kategorii „nejlepší animace“ na udílení cen Machinima Inside Gaming Awards.
Dne 9. července 2012, dva měsíce po vydání hry Max Payne 3, společnost Rockstar Games oznámila, že se Rockstar Toronto přestěhuje do nového, většího a na míru postaveného studia v Oakvillu. Zároveň bude do studia začleněno Rockstar Vancouver, které se tak uzavře a název „Rockstar Vancouver“ zruší. Všem 35 zaměstnancům Rockstar Vancouver byla nabídnuta možnost přejít do nově rozšířeného studia Rockstar Toronto nebo do jiného studia Rockstar Games. Expanze a přesun byly částečně financovány vládou Ontaria. Jennifer Kolbe, viceprezidentka pro vydávání a provoz ve společnosti Rockstar Games, uvedla, že záměrem tohoto kroku je vytvořit jeden kanadský tým, který „bude v budoucích projektech tvořit silnou tvůrčí sílu“, a vytvořit ve společnosti prostor pro 50 nových pracovních míst. Rockstar Vancouver je nadále právně registrovaným subjektem; dne 23. listopadu 2012 byla společnost přejmenována z Rockstar Vancouver Inc., přes Rockstar Games Vancouver Inc., na Rockstar Games Vancouver ULC, čímž se podle zákonů Britské Kolumbie stala společností s neomezeným ručením.

## Vyvinuté tituly

### Jako Barking Dog Studios
| Rok  | Název                              | Platformy                             | Vydavatel                            | Poznámky                                   |
| ---- | ---------------------------------- | ------------------------------------- | ------------------------------------ | ------------------------------------------ |
| 2000 | Homeworld: Cataclysm               | Microsoft Windows                     | Sierra Studios                       | —                                          |
| 2000 | Counter-Strike                     | Linux, macOS, Microsoft Windows, Xbox | Sierra Studios                       | Vyvinulo většinu aktualizace Beta 5 (1999) |
| 2002 | Global Operations                  | Microsoft Windows                     | Crave Entertainment, Electronic Arts | —                                          |
| 2002 | Treasure Planet: Battle at Procyon | Microsoft Windows                     | Disney Interactive                   | —                                          |

### Jako Rockstar Vancouver
| Rok  | Název       | Platformy                                                     | Vydavatel      | Poznámky                               |
| ---- | ----------- | ------------------------------------------------------------- | -------------- | -------------------------------------- |
| 2006 | Bully       | Android, iOS, Microsoft Windows, PlayStation 2, Wii, Xbox 360 | Rockstar Games | —                                      |
| 2012 | Max Payne 3 | macOS, Microsoft Windows, PlayStation 3, Xbox 360             | Rockstar Games | Vyvinuto jako součást Rockstar Studios |